# Воєйков Володимир Миколайович
Володи́мир Микола́йович Воєйков (нар. 2 (14) серпня 1868 — 8 жовтня 1947) — російський воєначальник. Генерал-майор. Діяч олімпійського руху.

## Біографія
Народився в сім'ї генерала від кавалерії Миколи Воєйкова (1832—1898) та Варвари Володимирівни уродженої Долгорукової, дочки Московського генерал-губернатора Володимира Долгорукова. Освіту здобув у Пажеському корпусі. Службу розпочав у лейб-гвардії Кавалергардському полку. Дослужився до помічника командира Кавалергардського полку. З 1907 — командир лейб-гвардії гусарського полку; з 1913 р. — палацовий комендант. Генерал-майор Свити Є. І. В. Одружився з дочкою міністра імператорського Двору Володимира Фредерікса Євгенією Фредерікс. 24 грудня 1913 призначений палацовим комендантом і в цій якості був одним з найближчих до Миколі II осіб. Після утворення Російського олімпійського комітету був обраний його почесним головою (1912).
У 1913 році Воєйков заснував виробництво з розливу мінеральної води у своєму маєтку Кувака в Пензенської губернії. Виробнича потужність заводу «Кувака» становила 100 тис. пляшок води (30 тис. тонн розливу) на рік.
Маєток Воєйкова розташовувалося на території сучасного міста Кам'янка.
Під час Лютневої революції заарештований, утримувався під арештом спочатку в Таврійському палаці, потім в Петропавлівської фортеці. Допитувався Надзвичайної слідчої комісією Тимчасового уряду. Був випущений, але влітку 1918 року, під загрозою арешту більшовиками, прикинувшись божевільним, переховувався в лікарні св. Пантелеймона для душевнохворих, звідки підтримував зв'язок з рідними.
У вересні 1918 року, дізнавшись про арешт дружини, втік до Криму, звідки перебрався в Румунію, а потім у Фінляндію, де жив у Теріокі (Terijoki), нині Зеленогірськ, на дачі доктора Боткіна. Покинувши Фінляндію, Воєйков перебрався до Швеції. Помер 8 жовтня 1947 в Юрхолме (Djursholm), Стокгольм.

## Автор спогадів
- Воейков В. Н. С царём и без царя. Воспоминания последнего дворцового коменданта. — Гельсингфорс, 1936. Переиздание: М.: Родник, 1994. Переиздание: М.: Терра, 1995. ISBN 5-300-00066-3 (рос.)

## Нагороди та відзнаки
- Орден Святого Станіслава 1 ступеня
- Орден Святого Володимира 3 ступеня
- Орден Святої Ганни 2 ступеня.